# DOS

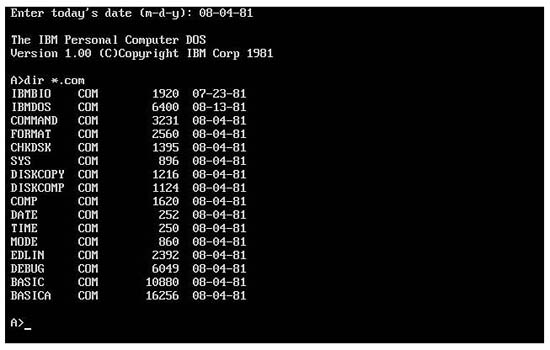
IBM PC-DOS.

DOS står för Disk Operating System och avser ett diskbaserat operativsystem. Dess primära användning är att hantera filer och starta program. En annan viktig del är stödet av systemprogramkod som ger applikationer ett konsekvent gränssnitt.
CP/M var ett mycket utbrett DOS-system, men tack vare IBMs starka ställning på marknaden för stordatorer inom storföretag och offentlig sektor blev deras x86-baserade PC-dator marknadsledande. 86-DOS, som köptes av Microsoft och sedan utvecklades som Microsofts MS-DOS respektive IBM:s PC-DOS, kunde därmed få en stor utbredning och bli dominerande på persondatorer. För x86-baserade datorer med Microsoft Windows har MS-DOS använts som bas i någon form fram tills Windows 98.
IBM lanserade sin persondator IBM PC i augusti 1981. Fram tills Windows 3.0 lanserades 1990 var någon DOS-variant det dominerande operativsystemet och användargränssnittet. Windows-versionerna fram till Windows 3.11 var skalprogram, det vill säga grafiska användargränssnitt, som startades från operativsystemet DOS. 
Också i Windows 95, 98 och Windows 98SE ("98 second edition") var DOS dels ett självständigt operativsystem men också en nödvändighet för respektive Windows-version. 
Med Windows ME ("millennium edition") gjordes DOS obrukbart som operativsystem för användaren (även om det så kallade DOS-fönstret eller kommandotolken fanns kvar). 
Liksom under Windows 95, 98 och 98SE förblev DOS en helt nödvändig komponent (filen io.sys – vilken både är DOS och hela datorns "startmotor"), som bland annat övertog kontrollen från BIOS och därefter skötte resten av datorns uppstart ("booten"), till dess DOS överlämnade kontrollen till Windows. Under Windows ME doldes detta förfarande skickligt av Microsoft, men under Windows 95, 98 och 98SE är det bara att ändra värdet av variabeln BootGUI till noll i filen msdos.sys (eller lägga till "BootGUI=0" om raden saknas) för att konstatera att datorn då inte startar Windows förrän man ger DOS kommandot win. 
Windows NT och senare versioner (XP, Vista etcetera) är dock helt och hållet självständiga operativsystem vilka inte använder DOS på något vis. Många av de gamla DOS-kommandona lever vidare tillsammans med nya, både i kommandotolkar, reparationsdisketter samt i den så kallade återställningskonsolen. Detta har dock inget med det gamla operativsystemet DOS att göra.
Microsofts sista version av DOS som gick att köpa hade versionsnumret 6.22, men DOS under Windows 95 och 98 (version 7.0) samt Windows 98SE (version 7.1) går tämligen enkelt att plocka ut ur sina respektive Windowsversioner och dessa kan (till skillnad från gamla Windows-versioner) användas på helt moderna datorer – till exempel för att spela gamla DOS-spel, som alternativ till återställningskonsolen, eller för lågnivåprogrammering (assembler).
Förutom som egentligt operativsystem, operativsystemskomponent eller kommandotolk har DOS använts på startdisketter för felsökning, som operativsystem för specialtillämpningar och i liknande sammanhang, men också denna användning har mer eller mindre fallit bort under de första åren på 2000-talet.
DOS är delvis inspirerat av Unix och CP/M. DOS var, liksom CP/M, avsett för relativt billiga datorer med små resurser och saknade stöd för multikörning, användarkonton och filrättigheter, virtuellt minne och andra funktioner som redan då räknades som självklara för fleranvändarsystem som Unix. En del funktioner, såsom bättre minneshantering, kan skötas genom särskilda drivrutiner och en del DOS-varianter har inbyggt stöd för ytterligare funktioner, men DOS främsta fördel är att det är ett enkelt system som inte kräver stora resurser men ger stora friheter för tillämpningsprogrammen. Att hela systemet ryms på en diskett, med utrymme kvar för andra program, har varit viktigt dels i början, då den ursprungliga PC:n inte hade någon hårddisk, dels för speciella tillämpningar som inte skall vara beroende av hårddiskens innehåll.
I Sverige används oftast teckentabellen CP850 om ingen annan har specificerats i CONFIG.SYS. Textfiler i DOS kan konverteras med till exempel programmet iconv.

## Exempel på olika DOS-varianter
- PC-DOS
- MS-DOS
- QDOS
- FreeDOS
- ZDOS